# Claudia Nitu
Claudia Nitu, née le 14 juillet 1985, est une karatéka roumaine connue pour la médaille de bronze qu'elle a remportée en kumite individuel féminin open aux championnats du monde de karaté 2006 à Tampere, en Finlande.

## Résultats
| Résultat | Date         | Épreuve                | Catégorie | Compétition                | Ville hôte           |
| -------- | ------------ | ---------------------- | --------- | -------------------------- | -------------------- |
| [ 1 ]    | Octobre 2006 | Kumite individuel open | Seniors   | Championnats du monde 2006 | Tampere, en Finlande |